# Podkožní tkáň
Podkožní tkáň (podkožní vazivo, latinsky tela subcutanea nebo také hypodermis) je u obratlovců včetně člověka vrstva tkáně, která se nachází mezi kůží (dermis) a svaly nebo jinými hlubšími strukturami těla. Je to nejhlubší vrstva kůže, i když se někdy technicky považuje za strukturu pod kůží. Umožňuje pohyblivost kůže vůči podkladovým strukturám.
Skládá se převážně z tukových buněk (adipocytů), pojivové tkáně, cév a nervů. Navíc izoluje tělo a pomáhá udržovat tělesnou teplotu a chrání vnitřní orgány před mechanickým poškozením (působí jako tlumič). Také slouží jako zásobárna energie ve formě tuku. Ukládání tuku se zde projevuje při přibývání na váze. Naopak v některých stavech (např. podvýživa) může být podkožní tuk výrazně ztenčen.
Klinický význam spočívá v tom, že podkožní tkáň je místem pro subkutánní injekce (např. inzulinu).